# ترک‌ست ۵آ
ترکست ۵آ (به انگلیسی: Türksat 5A) یک ماهواره مخابراتی است که برای اهداف تجاری و نظامی توسط ترکست ای اس اداره می‌شود.
براساس توافق‌نامه ای که در سپتامبر ۲۰۱۱ امضا شد، این ماهواره توسط متخصصان ترکیه ی و با همکاری صنایع هوافضای ترکیه (TAI) در آنکارا و با ۲۰٪ فناوری بومی توسعه یافته در ترکیه تولید شده‌است. ترکست ۵آ اولین ماهواره ارتباطات زمینی است که در ترکیه ساخته شده‌است.
در اوایل سال ۲۰۱۳ گزارش شد که میتسوبیشی الکتریک (MELCO) از ژاپن، که در حال ساخت سیستم عامل‌های ماهواره ترکست 4A و ترکست 4B بود، ممکن است به این پروژه بپیوند اما در تاریخ ۹ نوامبر ۲۰۱۷، Airbus Defense and Space برای ساخت سیستم عامل‌های ماهواره ترکست ۵آ انتخاب شد.

## راه اندازی
این فضاپیما در ۸ ژانویه ۲۰۲۱ ساعت 02:15:00 UTC از کیپ کاناورال پرتاب شد. ترکست ۵آ برای ارائه خدمات مخابراتی و پخش مستقیم تلویزیونی در یک منطقه جغرافیایی گسترده بین غرب چین و شرق انگلیس و همچنین اروپا، آسیای میانه، خاورمیانه و آفریقا مورد استفاده قرار خواهد گرفت.
جرم این ماهواره ۳۵۰۰ کیلوگرم (۷٬۷۰۰ پوند) است که ۴۲ ترانسپوندر را حمل می‌کند. مدت زمان ماندگاری در مدار ۱۵ سال خواهد بود.
پس از پرتاب، مقامات ترکست بیان داشتند ماهواره به مدار مناسب وارد شده و سیگنال از ماهواره ۳۵ دقیقه پس از استقرار ماهواره توسط ایستگاه زمینی ترکیه دریافت شد است.
این ماهواره چهار ماه طول خواهد کشید تا به موقعیت مدار ۳۱ درجه شرقی خود برسد. پس از موفقیت این پرتاب، مقامات ترکست برنامه‌های خود را برای پرتاب ماهواره خواهر یعنی ترکست 5B در ژوئن ۲۰۲۱ با همکاری اسپیس ایکس تکرار خواهند کرد.

## چالش‌ها
نسل قبلی ماهواره ترکست یعنی ترکست ۴ برای مقاصد نظامی استفاده گردید، در قره باغ، سوریه، لیبی و سایر کشورها، استفاده از نسل قبلی این ماهواره برای هدایت هواپیماهای بدون سرنشین منجر به کشته شدن هزاران نفر در مناطق هدف گردیده‌است. در تاریخ ۲۹ اکتبر سال ۲۰۲۰ اعتراضاتی در ایالت کالیفرنیا و در جلوی ساختمان اسپیس ایکس توسط آرامنه برگزار گردید.معترضان ارمنی خواستار پرتاب نکردن ماهواره توسط SpaceX شدند و ادعا کردند که از آن برای هدف قرار دادن اهداف نظامی و غیرنظامی در منطقه مورد مناقشه قره باغ استفاده خواهد شد و طبق گفته دیده‌بان حقوق بشر، نیروهای مسلح ترکیه در حملات خود در شمال غربی سوریه در اواخر ژانویه ۲۰۱۸"برای جلوگیری از تلفات غیرنظامیان" اقدامات پیشگیرانه لازم را انجام نداند. ترکست 5A با قدرت بیشتری می‌تواند به پشتیبانی از پرواز هواپیمای بی سرنشین ترکیه از غرب اروپا تا شرق قزاقستان بپردازد.

## جستاره‌های وابسته
ترکست